# Por la razón o la fuerza

Écu national du Chili montrant l'actuelle devise patriotique.

Por la razón o la fuerza (« par la raison ou par la force ») est la devise patriotique du Chili qui figure sur l'Écu National. Elle remonte à l'indépendance du pays.
Cependant, il ne s'agit pas là de la première devise nationale. Dans le premier Écu national, créé durant la période appelée Patrie Ancienne, il portait dans sa partie supérieure une inscription qui disait « Post tenebras lux » (en latin: « après les ténèbres, la lumière ») et dans la partie inférieure « Aut consiliis aut ense » (« ou par le conseil, ou par l'épée »), phrase utilisé pour menacer les rivaux. Elle est proche de l'actuelle Por la razón o la fuerza.
Au début de sa présidence, Ricardo Lagos lance un débat pour changer la devise : passer de « Por la razón o la fuerza » à « Por la fuerza de la razón ». Des parlementaires de la Concertación considèrent cette dernière moins belliqueuse. À l'issue d'un débat animé au Congrès National, cette proposition n'a pas eu le nombre de voix nécessaire pour conduire au changement de devise. Plus tard, en 2005, des sénateurs comme Nelson Ávila (PRSD) soutiennent encore ce changement, mais la proposition a été considérée comme inconstitutionnelle.